# Vakuumiergerät

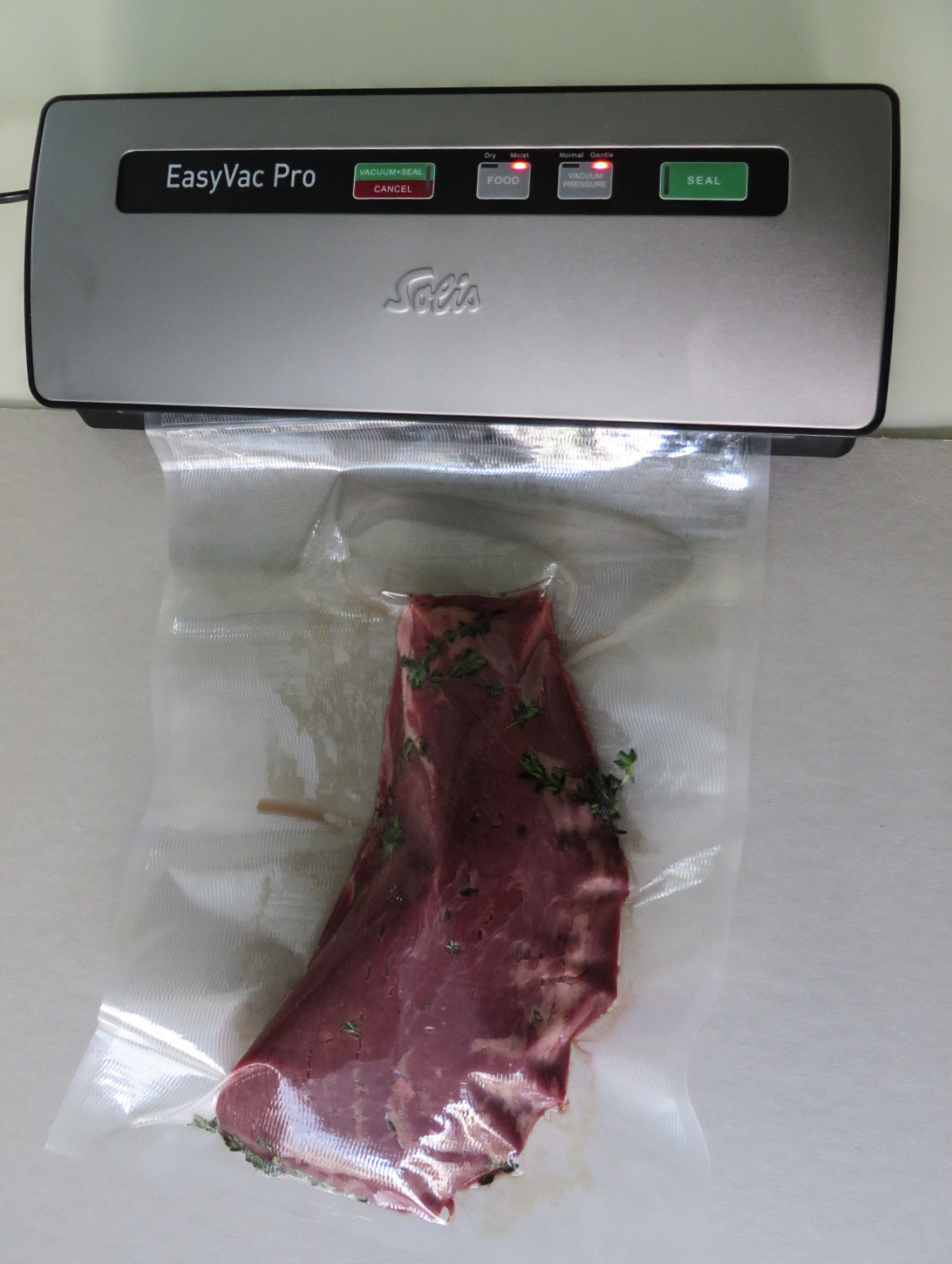
Kleines Vakuumgerät für Privathaushalte

Ein Vakuumiergerät, umgangssprachlich auch Vakuumierer genannt, ist ein elektrisches Küchengerät, das dazu dient, bei in Folie verpackten Lebensmitteln (im einfachsten Fall z. B. in einem Gefrierbeutel) die enthaltene Luft zu entfernen und anschließend den Beutel luftdicht zu verschließen. Das dient insbesondere der Konservierung von Lebensmitteln. Die Haltbarkeitsdauer wird bis zum Achtfachen verbessert. Neben dem Verpacken zur Lagerung werden Vakuumiergeräte auch beim Sous-vide-Garen verwendet.

## Arten
Grundsätzlich wird zwischen zwei Geräteklassen unterschieden: Außenvakuumierer sowie Kammervakuumierer. Bei einem Kammervakuumierer wird der gesamte Siegelbeutel, samt Inhalt, in das Vakuumiergerät gelegt. Im Gegensatz dazu wird bei einem Außenvakuumierer lediglich die Öffnung des Beutels in den Vakuumierer eingelegt. Bei einem Außenvakuumierer kommen goffrierte Beutel zum Einsatz. Diese zeichnen sich durch eine strukturierte Oberfläche aus, welche es dem Vakuumiergerät ermöglicht, die Luft ordnungsgemäß abzusaugen. Im Kammervakuumierer werden sogenannte Siegel- oder Siegelrandbeutel verwendet, welche eine glatte Oberfläche besitzen. Flüssiges Vakuumiergut (z. B. Suppen oder Soßen) kann allein in Kammervakuumierern vakuumverpackt werden. Hierzu können spezielle Vakuumschalen verwendet werden.

## Merkmale von Haushaltsvakuumierern
Vakuumierer haben verschiedene Merkmale, die ihre Qualität und ihren Nutzen ausmachen.
- Eine doppelte Schweißnaht hat den Zweck, den Verschluss zuverlässiger zu gestalten. Es kann passieren, dass sich eine Naht öffnet; eine zweite Naht vermeidet hier das Auslaufen von Soßen o. ä.
- Eine Folienbox ist praktisch, da Vakuumierer und Folie direkt zusammen sind. Das erleichtert auch die Bedienung, da die Folie in der Folienbox in der benötigten Länge herausgezogen und dabei befüllt und abgeschnitten werden kann, ohne dass man sie komplett herausnehmen muss.
- Durch eine Vakuumregulierung kann auch empfindliche Ware schonend vakuumiert werden, des Weiteren hilft die Regulierung das Aussaugen von Flüssigkeiten zu vermeiden.

## Bedienung eines Haushaltsvakuumiergerätes
Haushaltsvakuumiereräte sind üblicherweise sehr einfach zu bedienen. Man zerkleinert gegebenenfalls die zu vakuumierende Ware, so dass sie in die Vakuumbeutel passt. Nun klemmt man den Beutel so in den Vakuumierer ein, dass der Sauger die Luft entziehen kann, und schließt die Klappe. Bei leichtem Druck wird der Saugmechanismus eingeschaltet, wodurch die Luft entzogen wird. Sobald die Luft vollständig entzogen ist, wird der Druck etwas erhöht, dadurch wird der Modus von Saugen auf Schweißen umgeschaltet.

## Verlängerung der Haltbarkeit von Lebensmitteln
Vakuumiergeräte werden da eingesetzt, wo mit Lebensmitteln hantiert wird. Die Haltbarkeit und damit verbunden die Frische des Produktes spielen sowohl im Haushalt als auch in der Gastronomie und im Gewerbe eine große Rolle. Hierbei stehen das Vakuumiergerät und die Vakuumverpackung von Lebensmitteln im Mittelpunkt. Aufgrund des hohen Unterdrucks und des gleichbleibend hohen Vakuums im Vakuumbeutel kann die Haltbarkeit von Lebensmitteln deutlich verlängert werden. Haltbarkeitstabellen können Auskunft über die Verlängerung der Haltbarkeit durch Vakuumierer geben. Hierbei spielen jedoch wichtige Faktoren eine Rolle, wie z. B. Hygiene, Lagerung und Art des Lebensmittels.